# (11703) Glassman
(11703) Glassman es un asteroide perteneciente al cinturón de asteroides, descubierto el 20 de marzo de 1998 por el equipo del Lincoln Near-Earth Asteroid Research desde el Laboratorio Lincoln, Socorro, Nuevo México.

## Designación y nombre
Designado provisionalmente como 1998 FL121. Fue nombrado por Elena Leah Glassman (nacida en 1986) quien fue finalista en la Feria Internacional de Ciencias e Ingeniería de Intel de 2002 por su proyecto de ingeniería. Asiste a la Central Bucks High School West en Pipersville, Pensilvania, EUA.

## Características orbitales
Glassman está situado a una distancia media del Sol de 2,606 ua, pudiendo alejarse hasta 2,818 ua y acercarse hasta 2,393 ua. Su excentricidad es 0,082 y la inclinación orbital 1,565 grados. Emplea 1536,38 días en completar una órbita alrededor del Sol.

## Características físicas
La magnitud absoluta de Glassman es 14,78. 